# Hitri Kriš
Hitri Kriš (romunsko Crișul Repede, madžarsko Sebes-Körös) je eden od treh povirnih krakov reke Kriš (Körös) v zgodovinski pokrajini Krišani, ki je danes del Romunije in Madžarske.
Izvira v bližini vasi Izvoru Crișului v hriboviti pokrajini Țara Călatei v Transilvaniji. V zgornjem toku ima značaj gorske reke in prejme številne pritoke. Med vasema Șuncuiuș in Vadu Crișului je izdolbla ozko sotesko skozi masiv Pădurea Craiului, nakar se razširi v širšo dolino in teče skozi središče mesta Oradea. Zadnjih 58 kilometrov teče skozi Madžarsko, kjer se blizu mesta Gyomaendrőd izlije v reko Kriš (ki nastane ob sotočju Belega in Črnega Kriša kot Kettős-Körös − »Dvojni Kriš«, po izlivu Hitrega Kriša pa je znana kot Hármas-Körös − »Trojni Kriš«).